# Hjälplinjen
Hjälplinjen är en nationell stödlinje för psykisk hälsa och suicidprevention som drivs av Region Stockholm med stöd från Folkhälsomyndigheten. Hjälplinjen erbjuder professionellt, anonymt och kostnadsfritt stöd för vuxna som befinner sig i en svår livssituation, i kris och som upplever olika former av psykiska besvär. Tjänsten är tillgänglig via nätet och telefon och är öppen dygnet runt, året om. Hjälplinjen öppnade 12 december 2024. 

## Verksamhet
Hjälplinjen erbjuder anonymt och professionellt stöd via nätet och telefon med syfte att vägleda och stödja människor att må bättre. Insatserna ges till personer som upplever psykiska besvär och deras anhöriga. Stödet ges av rådgivare som har en relevant utbildning och lång erfarenhet av att ge professionellt samtalsstöd, såsom psykologer, socionomer, sjuksköterskor och beteendevetare. Stödinsatserna baseras på evidensbaserade metoder.

### Tidigare verksamhet
Hjälplinjen hette tidigare Nationella hjälplinjen och drevs initialt av föreningen Nationella hjälplinjen och tillhörde senare det regionägda Inera som även driver webbplatsen 1177 Vårdguiden. Den Nationella hjälplinjen besvarade cirka 13 000 samtal per år. Förutom jourtelefonen fanns en tjänst dit man anonymt kunde skicka skriftliga frågor och få ett personligt svar. Funktionen integrerades i mars 2013 med webbplatsen 1177 Vårdguiden.

## Historik
I maj 2001, på initiativ av Riksförbundet för social och mental hälsa, grundades föreningen Nationella hjälplinjen, vars mål var att starta en telefonjourverksamhet för människor i akut psykisk kris. 
En inspiration till initiativet var Hjelpetelefonen, en norsk telefonjour sedan 1998 driven av RSMH:s systerorganisation Mental Helse Norge. I föreningen Nationella hjälplinjen ingick, förutom RSMH, fyra andra föreningar med anknytning till mental hälsa: Svenska OCD-förbundet Ananke, Riksförbundet för SuicidPrevention och Efterlevandes Stöd, Svenska ångestsyndromsällskapet och Riksförbundet Balans. Föreningens första ordförande var prästen Monica Eckerdal Kjellström.
Efter att ha beviljats medel från Allmänna arvsfonden sattes telefonjourverksamheten igång den 8 april 2002. Under de första tolv månaderna av verksamheten, från den 8 april 2002 till den 7 april 2003, fick man 43 585 påringningar, av vilka endast 7 429, det vill säga cirka 17 procent, besvarades. Fram till slutet av 2003 ökade det totala antalet påringningar till 93 918, varav 14 171 besvarades.
Med tiden blev ytterligare tre intresseorganisationer medlemmar av föreningen Nationella hjälplinjen: Riksföreningen Autism i april 2002, Riksförbundet Ungdom för Social hälsa år 2003 och Riksförbundet Attention år 2008.
Sedan 2007 stod hjälplinjen under tillsyn av Socialstyrelsen och drevs med statliga medel.[källa behövs] I augusti 2007 infördes ett kvalitetsmätningssystem i form av att var femte inringare ombads skatta hur meningsfullt samtalet varit. I september samma år infördes även telefonkö i växeln. Hjälplinjen fick det året 57 386 påringningar varav 6 665 besvarades.
Under 2008 fick hjälplinjen 30 433 påringningar från 20 733 unika inringare. Man besvarade 8 178 samtal och den genomsnittliga samtalslängden uppgick till 15 minuter.
År 2009 fick man 42 173 påringningar från 27 237 unika inringare, av vilka 10 660 besvarades. Det genomsnittliga samtalslängden uppgick till 17 minuter. Majoriteten av inringarna var kvinnor, 67 procent, och medelåldern var 43 år. Av samtalen handlade 351 om självmord och i denna grupp uppgick andelen kvinnor till 72 procent.
Den 19 december 2011, på initiativ av Socialstyrelsen, övergick driften av hjälplinjen från föreningen Nationella hjälplinjen till det landstingsägda företaget Inera och föreningen lades ner i april 2012. 
Hjälplinjen lades ner vid årsskiftet 2019–2020. När nedläggningen meddelades av Inera i november 2019 uppgavs att stödfunktionen istället skulle övertas av respektive region.
Region Stockholm återstartade 2024 tjänsten Hjälplinjen.